# Michael J. Soldano, Jr.
Michael J. "Mike" Soldano, Jr. (* Seattle) ist ein US-amerikanischer Ingenieur, Elektriker, Gitarrist und Geschäftsführer des Verstärkerunternehmens Soldano Custom Amplification.

## Leben
Soldano wuchs in seinem Geburtsort Seattle auf. Nachdem Soldano den Titel Badge hörte, bekam er eine klassische Gitarre von seinem Vater und wollte die Gitarre ebenfalls wie Eric Clapton zum „weinen“ bringen. Claptons Darbietung bezeichnete Soldano selbst als „das Coolste, was [er] jemals gehört habe“, konnte sich jedoch selbst nicht damit zufrieden stellen und modifizierte stattdessen Autos: „In meiner Jugend terrorisierte ich Street-Racer in Seattle mit meinem Chevrolet Camaro“, so Soldano. Im Alter von 21 Jahren kaufte Soldano eine Kopie des Fender Bassman und lernte vorwiegend kennen, wie man Verstärker repariert, da er es sich selbst nicht leisten konnte, den Verstärker reparieren zu lassen. Seinen ersten Prototyp-Verstärker mit der Bezeichnung „Mr. Science“ stellte er Ende der 1980 fertig. Der Verstärker bestand aus einer Sperrholzplatte mit einigen elektronischen Komponenten, die dem Verstärker einen puren Klang verschaffen sollten. Die Rockmusiker Peter Frampton und Mark Knopfler nutzten den Verstärker für Live- und Studioaufnahmen, während sie auf ihre ersten Soldano-Verstärker warteten und gaben Soldano Ratschläge zur Verbesserung der Klangqualität. Im Jahr 1977 eröffnete Soldano sein erstes Geschäft, in dem er hochqualitative E-Gitarren bis 1980 verkaufte. Soldano setzte sich das Ziel den „ultimativen Rockgitarren Verstärker“ zu kreieren und reiste unter anderem nach San Francisco, um die verschiedenen Geschmäcker der Gitarristen kennenzulernen. Nachdem „Mr. Science“ an Popularität gewann, bekam Soldano immer mehr Aufträge und baute zahlreiche Verstärker im Hause seiner Eltern. Heute verkauft Soldano seine immer noch handgefertigten Verstärker in der ganzen Welt und beschäftigt in seiner Werkstatt mehrere Mitarbeiter.

## Werk
Über viele Jahre hinweg stellte Soldano Verstärker-Systeme für international bekannte Musikstars wie Eric Clapton (Soldano/Cornish Guitar Routing System), Mark Knopfler, Peter Frampton, George Harrison, Warren Haynes, Matthias Jabs, B.B. King, Steve Lukather, Gary Moore, Ted Nugent, Orianthi, Jimmy Page, Prince, Lou Reed, Joe Satriani, Steve Vai und Eddie Van Halen her.